# ユーストン駅 (ロンドン地下鉄)
ユーストン駅（ユーストンえき、Euston tube station）はロンドン都心のロンドン・カムデン特別区にあるロンドン地下鉄の駅である。
ノーザン線およびヴィクトリア線の列車が発着する。トラベルカード・ゾーン1に属する。
なお、サークル線・ハマースミス&シティー線およびメトロポリタン線が発着するユーストン・スクエア駅は近いものの別の駅である。

## 隣の駅
ロンドン交通局
ロンドン地下鉄
■ノーザン線
チャリング・クロス支線
モーニントン・クレセント駅 - ユーストン駅 - ウォーレン・ストリート駅
バンク支線
カムデン・タウン駅 - ユーストン駅 - キングス・クロス・セント・パンクラス駅
■ヴィクトリア線
キングス・クロス・セント・パンクラス駅 - ユーストン駅 - ウォーレン・ストリート駅

## ギャラリー

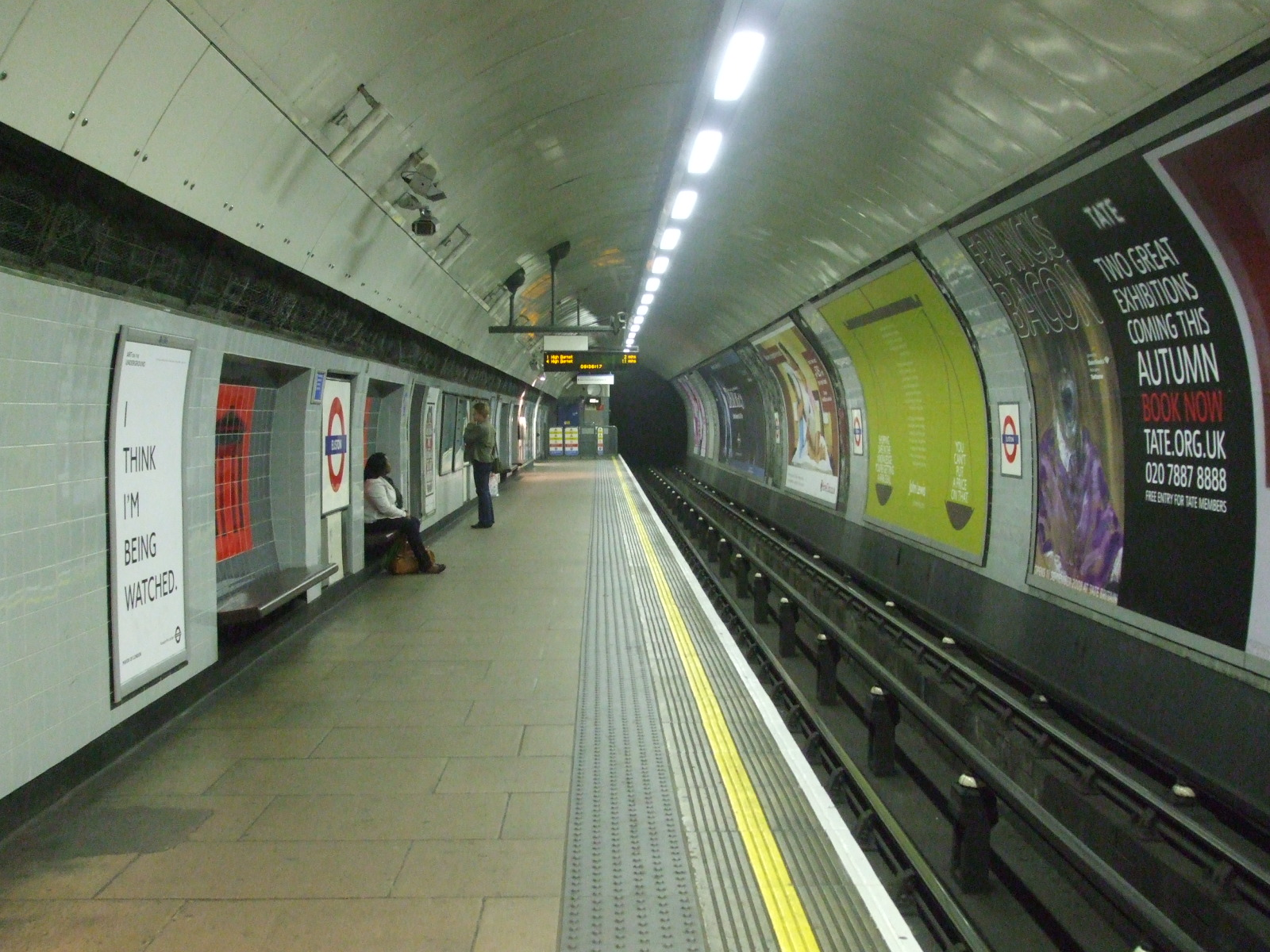
北行きのノーザン線バンク支線のホームを南から見た。
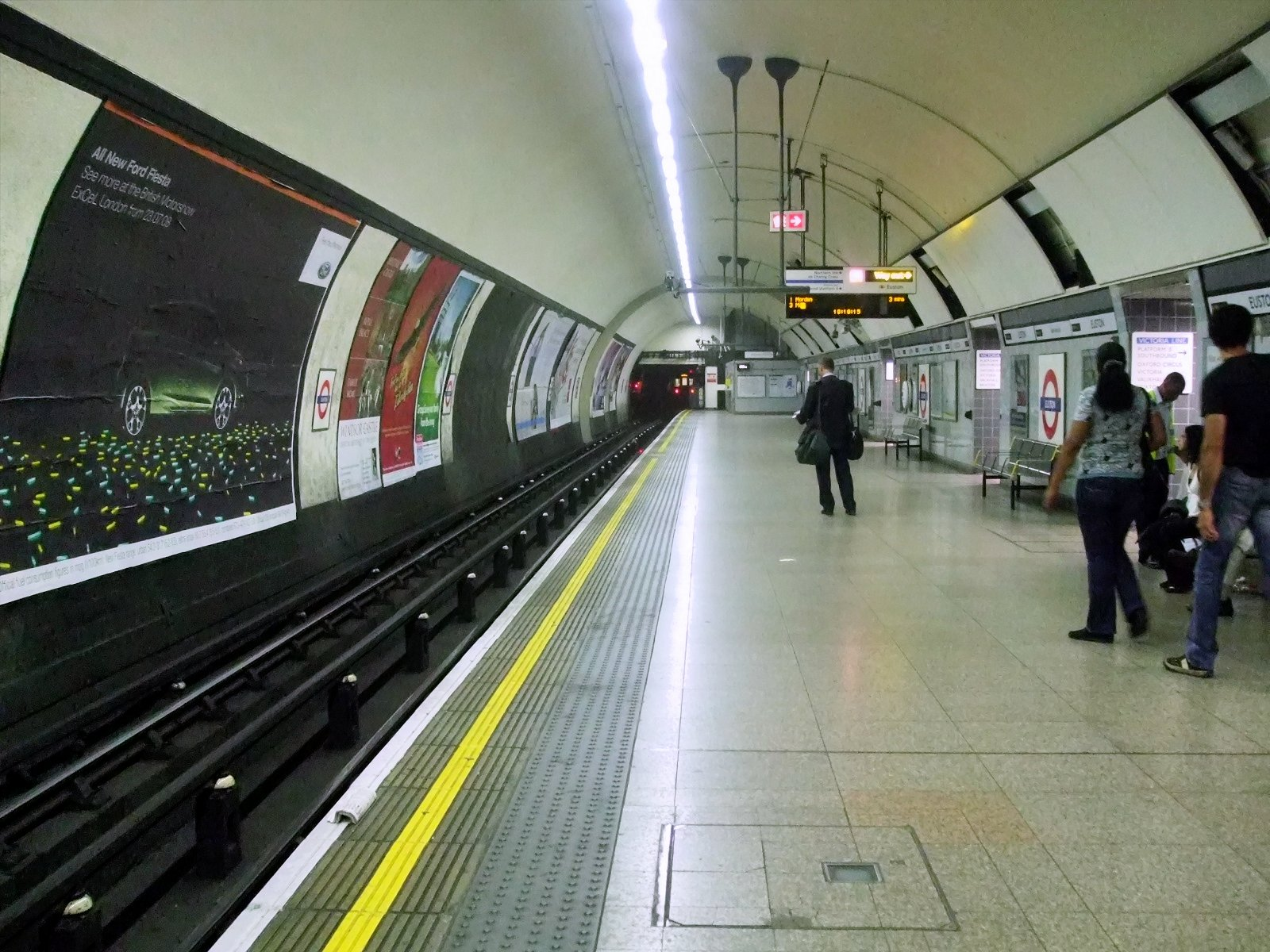
南行きのノーザン線バンク支線のホームを南から見た。
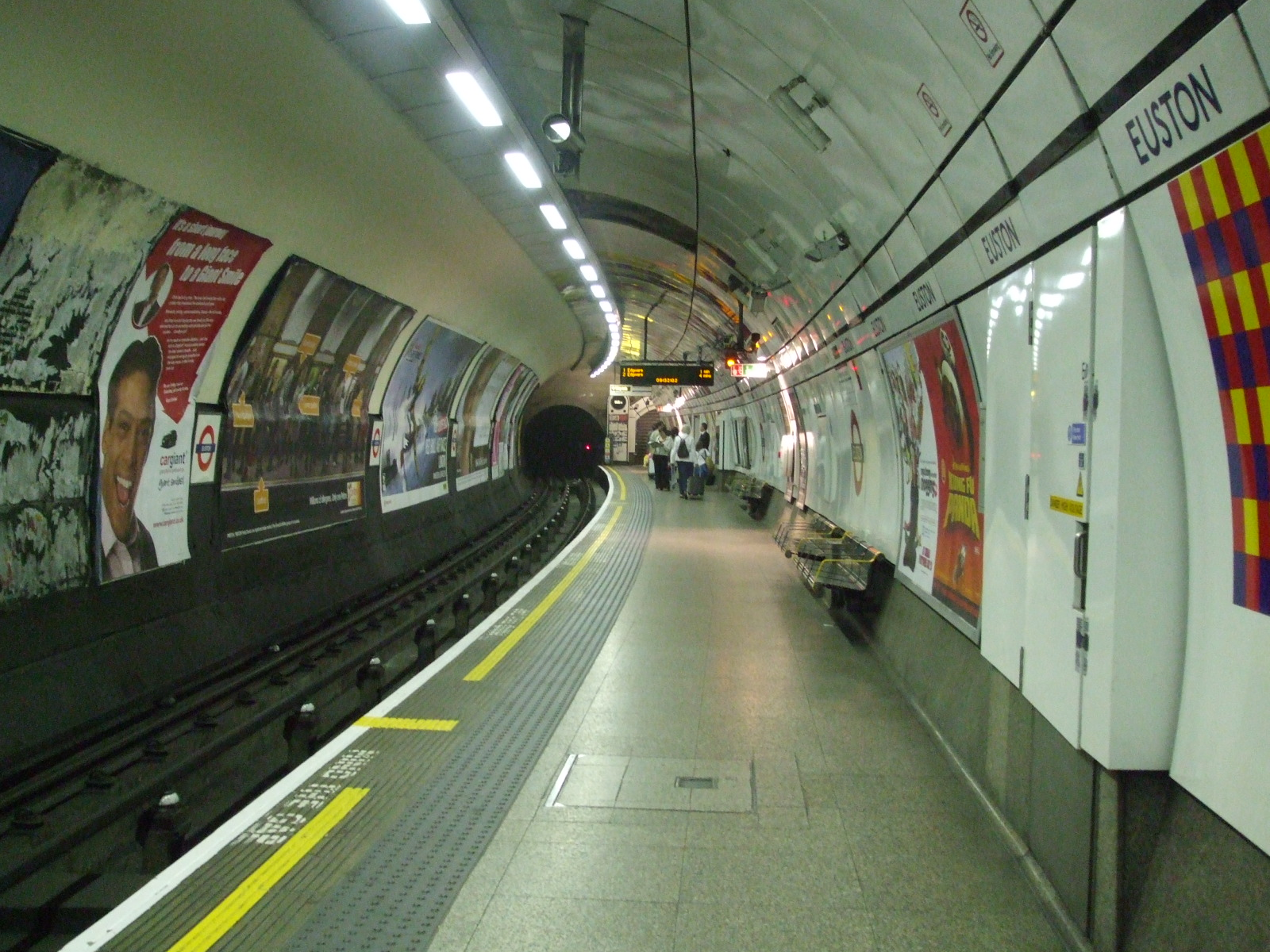
北行きのノーザン線チャリング・クロス支線のホームを北から見た。
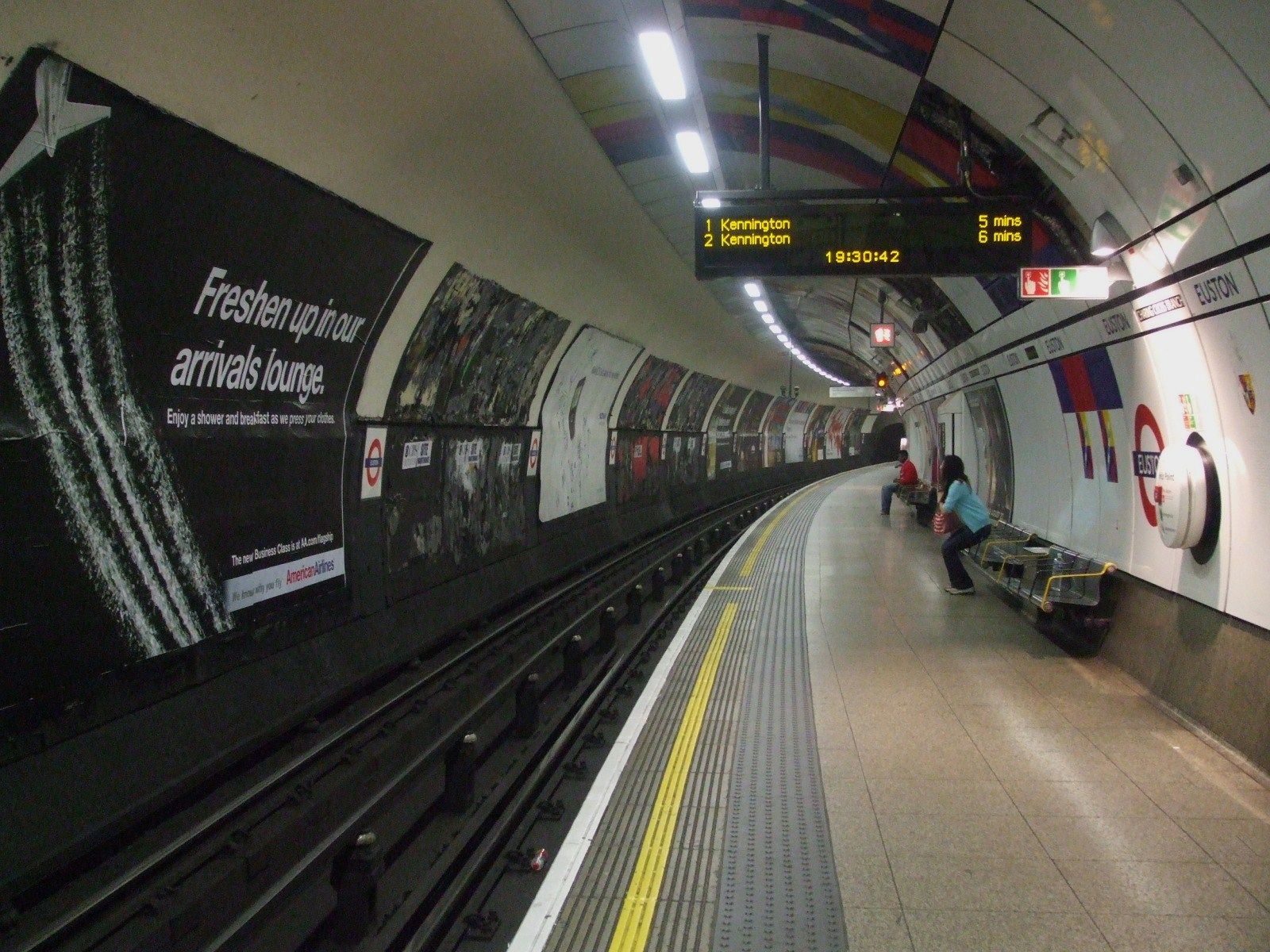
南行きのノーザン線チャリング・クロス支線のホームを南から見た。
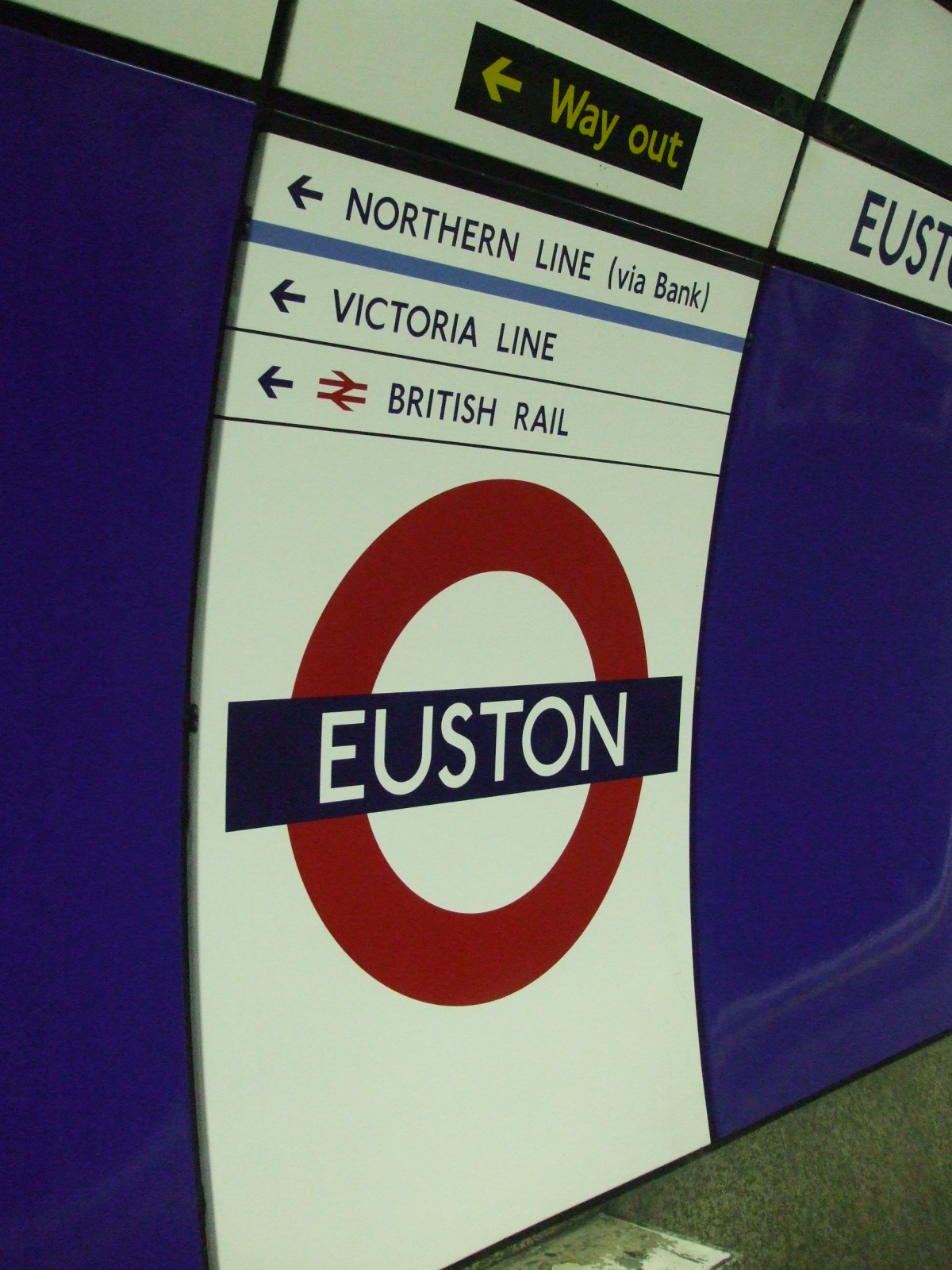
プラットホームにあるノーザン線の駅ロゴ
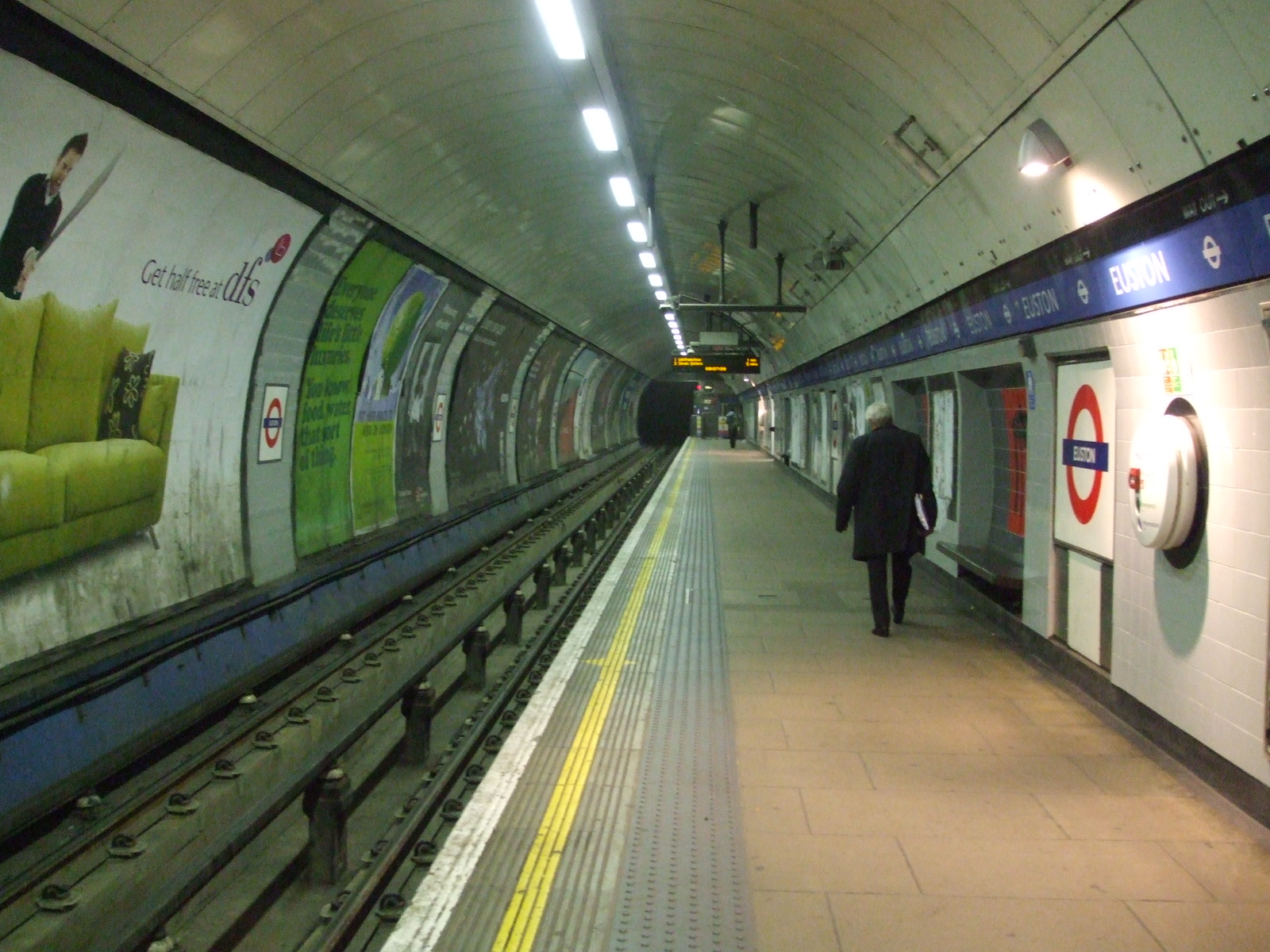
北行きのヴィクトリア線のホームを北から見た。
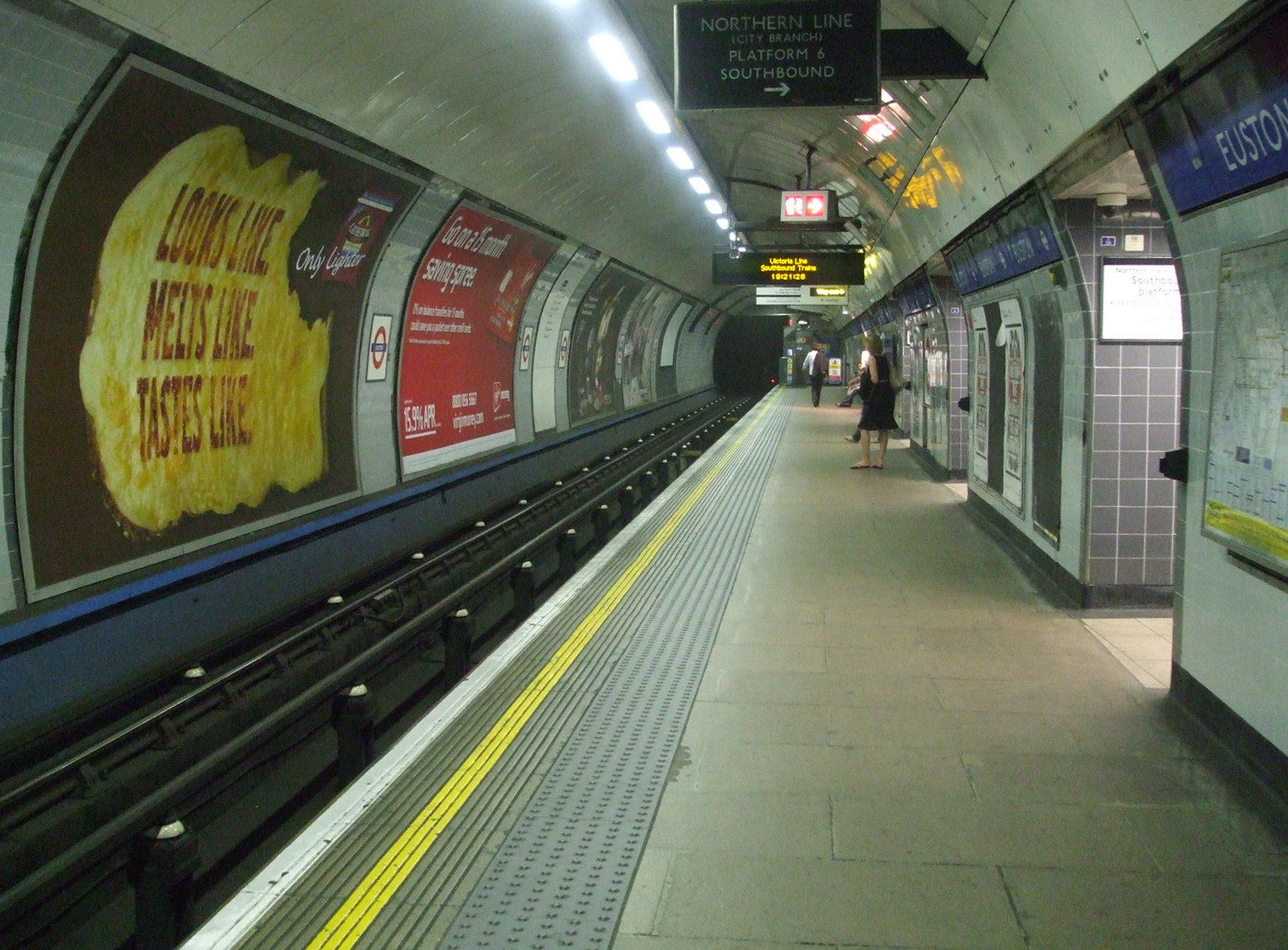
南行きのヴィクトリア線のホームを南から見た。
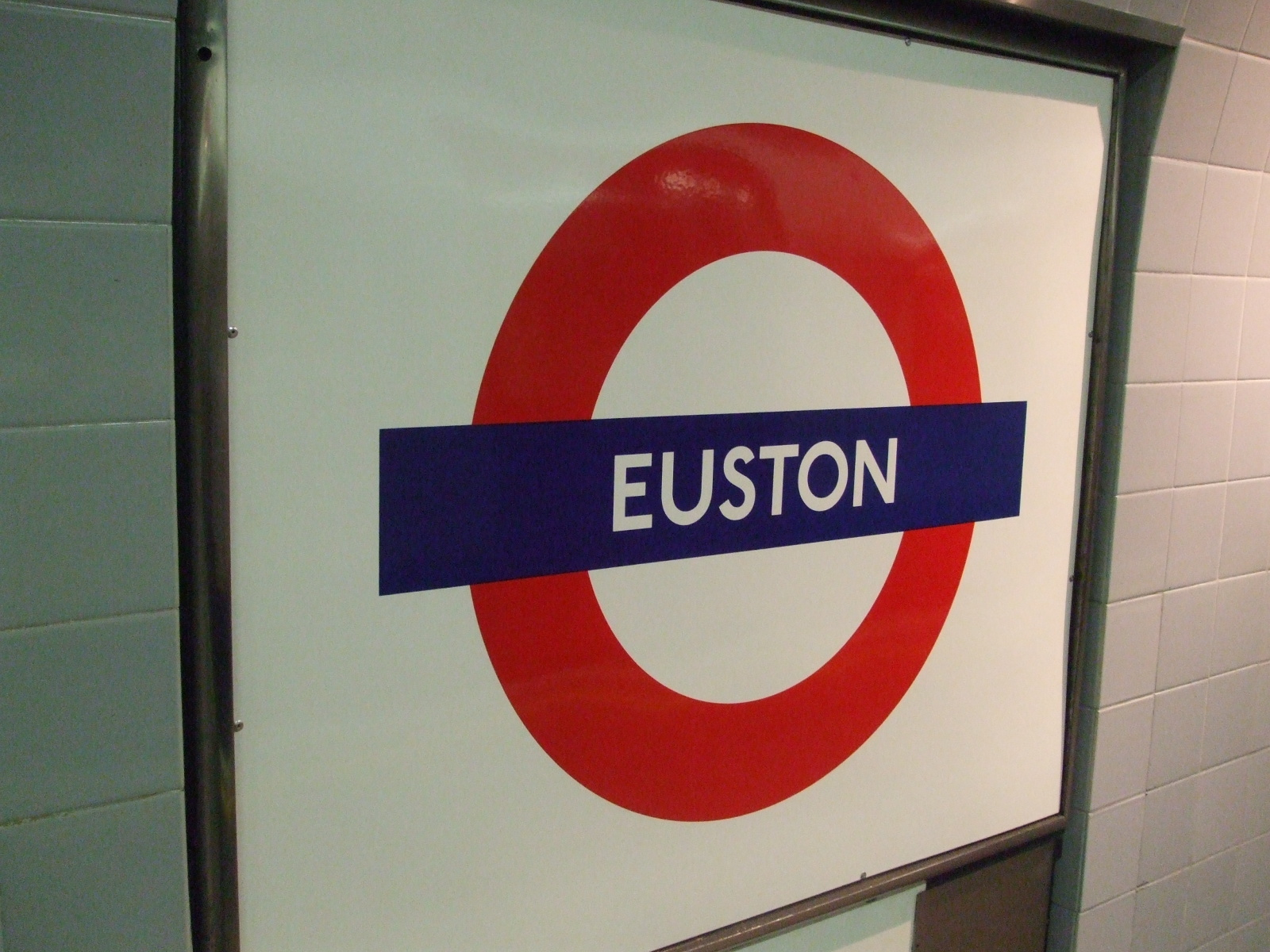
プラットホームにあるヴィクトリア線の駅ロゴ